# Ernst August av Hannover
För andra personer med liknande namn se Ernst August av Hannover (olika betydelser).
Ernst August, född 20 november 1629 i Herzberg am Harz, död 23 januari 1698 i Herrenhausen, var en tysk furste, kurfurste av Hannover från 1692. Han var son till Georg av Braunschweig-Lüneburg och Anna Eleonora av Hessen-Darmstadt.

## Biografi
Ernst August förenade slutligen, trots att han var den yngste sonen, större delen av welfernas tyska områden och tryggade 1682 genom att införa förstfödslorätten det nya furstendömets odelbarhet. Genom att sluta förbund med kejsaren förvärvade Ernst August 1692 kurvärdighet åt sitt furstendöme som nionde tyska stat. Då bland annat Danmark vägrade att erkänna denna värdighet, närmade sig Ernst August Sverige och dess allierade Holstein-Gottorp. Genom sitt giftermål med Sofia av Pfalz, dotterdotter till Jakob I av England, lyckades han förvärva den engelska och skotska kungakronan åt sin son Georg. Ernst August var även furstbiskop av Osnabrück från 1662, vilket bestämts redan i Westfaliska freden.

## Barn
Inom äktenskapet föddes sju barn:
- Georg Ludvig (1660–1727), Storbritanniens kung från 1714
- Fredrik August (1661–1690), stupad som generalmajor i stora turkiska kriget vid Sankt Georgen i Siebenbürgen
- Maximilian Vilhelm (1666–1726), kejserlig fältmarskalk
- Sofia Charlotta (1668–1705), gift 1684 med Fredrik I av Preussen
- Karl Filip (1669–1690), stupad som överste i stora turkiska kriget i slaget vid Pristina
- Kristian Henrik (1671–1703), drunknad som generalvaktmästare i Donau nära Ulm under fälttåget mot fransmännen i spanska tronföljdskriget
- Ernst August (1674–1728), hertig av York och Albany, furstbiskop av Osnabrück